# Szolvatáció

Nátriumion szolvatációja vízben

A szolvatáció az anyagok oldódásakor az oldószerek molekulái és az oldott anyag molekulái vagy ionjai közötti gyenge kapcsolat kialakulása. Hatására az oldandó anyag részecskéi kiszakadnak a kristályrácsból, majd az oldószer molekuláival való kölcsönhatás révén stabilizálódnak az oldószerben. Ha ez az oldószer a víz, akkor a folyamatot hidratációnak nevezzük. Az oldószer részecskéi sugaras elhelyezkedésben szolvátburkot (víz esetén hidrátburkot) képeznek az oldott anyag részecskéi körül. Attól függően, hogy a két anyag milyen vonzóerőt gyakorol egymásra, a kölcsönhatás erőssége a következő sorrendben nő:
- diszperziós
- dipól-dipól
- H-hidas
- elektrosztatikus
- koordinációs

Ha két fluid anyag szolvatál, bármilyen mechanikai behatás nélkül, azt diffúziónak nevezzük (például bróm gőz és a réz(II)-szulfát).